# Horamella fassli
Horamella fassli là một loài bướm đêm thuộc phân họ Arctiinae, họ Erebidae.